# Hallstätter Tunnel
Der Hallstätter Tunnel befindet sich in der Marktgemeinde Hallstatt im Bezirk Gmunden in Oberösterreich. Der Umfahrungstunnel ist Teil der Hallstättersee Straße und ist als Doppeltunnel mit einer mittig situierten Parkterrasse ausgeführt.

## Geschichte
Die Ortsdurchfahrt Hallstatt war ursprünglich eine einspurige Straße, die ab 1951 im ampelgeregelten Einbahnverkehr befahren wurde. Bereits in den 1930er Jahren wurden Lösungen für das Verkehrsproblem gesucht, die jedoch an der Finanzierung scheiterten. Mit der weiteren Zunahme des Fremdenverkehrs, unter anderem durch die Inbetriebnahme der Dachsteinseilbahn, wurde nach dem Zweiten Weltkrieg der Bedarf einer Ortsumfahrung  akut. Im Jänner 1958 wurde ein Projekt vorgestellt, das einen kurzen Tunnel im Norden und eine seeseitige Umfahrung des Ortskerns vorsah. Anfangs begrüßt, stieß der Plan bald auf Widerstand und wurde im Dezember 1958 in einer Volksbefragung von 58 % der Abstimmenden abgelehnt. Dennoch entschied sich der Gemeinderat 1960 mehrheitlich für das umstrittene Projekt und gegen Alternativen wie eine Hangstraße oberhalb des Ortes, eine  Tunnellösung oder eine Fährverbindung vom Ostufer des Sees. Abgesehen vom Abriss eines Gebäudes wurde jedoch mit dem Bau nicht begonnen. Das Projekt scheiterte schließlich aufgrund der sehr schwierigen Fundamentierung der Seetrasse und die Landesregierung beschloss, die Planung der Umfahrung neu auszuschreiben. Am 3. April 1964 wurde die Ausführung eines Straßen-Doppeltunnels beschlossen, bereits am 18. April erfolgte der Tunnelanschlag. Im Dezember 1964 war mit dem Erreichen der Mühlbachschlucht die Hälfte der Vortriebsarbeiten geschafft, Mitte April 1965 erfolgte der Durchstich beider Röhren am nördlichen Ortsende. Im November 1965 wurde eine Tunnelröhre provisorisch zur Durchfahrt freigegeben, am 23. Juli 1966 wurde die Ortsumfahrung offiziell dem Verkehr übergeben.

## Konstruktion
Die Umfahrung wurde als Hochstraße mit zwei höhenversetzten Tunnelröhren ausgeführt, die den gesamten Ortsteil Markt in der östlichen Flanke des Hallberges unterfahren. Etwa in der Mitte der Strecke wird die Mühlbachschlucht auf Brücken überquert. Dort, direkt über dem Ortszentrum, sind zwei übereinanderliegende Parkterrassen angeordnet, die eine Aussicht über Hallstatt und den See sowie einen Zugang für Fußgänger bieten.

## Auszeichnungen
- Österreichischer Bauherrenpreis 1971